# Сметанкин, Николай Иванович
Никола́й Ива́нович Смета́нкин (1888, Ардатов — 1981, Горький) — российский и советский врач, патологоанатом.

## Биография
Родился в 1888 году в городе Ардатове Нижегородской губернии в семье нотариуса и фотографа Ивана Павловича Сметанкина.  С 1900 по 1908 год учился в гимназии в Нижнем Новгороде, после окончания которой поступил на медицинский факультет Московского университета. Окончил университет в 1913 году, получив специальность врача. В том же году вернулся в Ардатов и до 1916 года работал разъездным врачом в уездной больнице. С 1916 года — главный врач Осиновской участковой больницы. После Октябрьской революции 1917 года поддержал новую власть — вместе с женой выступал с лекциями в Вертьяловском народном доме. Положил начало Дивеевской библиотеке, передав в неё несколько десятков книг из собственного собрания. В 1918 году был мобилизован в Рабоче-крестьянскую Красную армию в качестве военного врача, принимал участие в боевых действиях на Южном и Западном фронтах. После демобилизации жил в Нижнем Новгороде, начав работу с ассистента кафедры паталогической анатомии медицинского факультета Нижегородского университета. После образования на базе факультета Горьковского медицинского института стал одним из первых его сотрудников. Во время Великой Отечественной войны был призван в армию, служил патологоанатомом на Западном фронте. После тяжёлого ранения был комиссован в 1942 году, вернулся в Горький (как в то время назывался Нижний Новгород), продолжил работу в Горьковском медицинском институте. В 1946 году Николаю Ивановичу Сметанкину без защиты диссертации было присвоено звание кандидата медицинских наук. В 1960 году вышел на пенсию. Скончался в Горьком в 1981 году.